# Gainsborough (Suffolk)
Gainsborough – dzielnica miasta Ipswich, w Anglii, w Suffolk, w dystrykcie Ipswich. W 2011 dzielnica liczyła 8792 mieszkańców.